# Музей истории развития железнодорожного транспорта Московской железной дороги РЖД
Музей Московской железной дороги — музей в Москве, расположенный на двух площадях: в павильоне, расположенном возле Павелецкого вокзала (открыт 5 августа 2011 года), в котором расположена экспозиция, посвящённая истории московской железной дороги, и на площадке под открытым небом на территории Рижского вокзала (открыта 31 июля 2004 года), на которой была расположена техническая экспозиция музея (закрыта 7 июля 2022 года). 

## Историческая часть
55°43′42″ с. ш. 37°38′32″ в. д.
Находится за Павелецким вокзалом, слева от путей (вход со стороны Кожевнической улицы). Расположена в отдельно стоящем здании. Экспозиция занимает площадь 1800 м².
Первый и главный экспонат исторической части музея — паровоз У127 («Траурный поезд В. И. Ленина»). После ремонта, закончившегося в 2011 году, музей представляет свою экспозицию, используя новейшие музейные технологии: инсталляции, действующие макеты, видеозарисовки и пр. Выставлены множество действующих макетов, коллекция форменной одежды железнодорожников разных времён, документы, фотографии и др.

## Площадка натурных образцов железнодорожной техники
55°47′42″ с. ш. 37°37′56″ в. д.
Находится слева от выхода на платформы пригородных электропоездов. Режим работы: с 10 до 16 часов ежедневно, кроме понедельника и вторника. Каждое воскресенье в 12:00 (по предварительному заказу также по средам, пятницам и субботам) проводится групповая экскурсия, составной частью которой является паровозная прогулка на специальном ретро-поезде до станции Подмосковная (рядом с платформой Красный Балтиец). Обычно используется паровоз типа «Л», но работники упоминают и «Эр». По прибытии экскурсантам показывают сохранившийся комплекс зданий и сооружений локомотивного депо, в том числе поворотный круг (в настоящее время не используется), а паровоз в их присутствии заправляют водой из гидроколонки и переводят в противоположный конец поезда. Кроме того, перед экскурсией можно посетить Выставочный центр в здании Рижского вокзала, где выставлены модели железнодорожной техники (не подвижной состав), серьёзные миниатюрные модели, а также тренажер электровоза ВЛ80С. В 2011 году на территории установлен памятник воинам-железнодорожникам.
С 7 июля 2022 года площадка на Рижском вокзале закрыта для посещения в связи с вывозом экспонатов.
```
Новой площадкой музея определена территория закрытого 
локомотивного депо Лихоборы
, дата открытия экспозиции (и даже примерные сроки) на новом месте неизвестна.
```

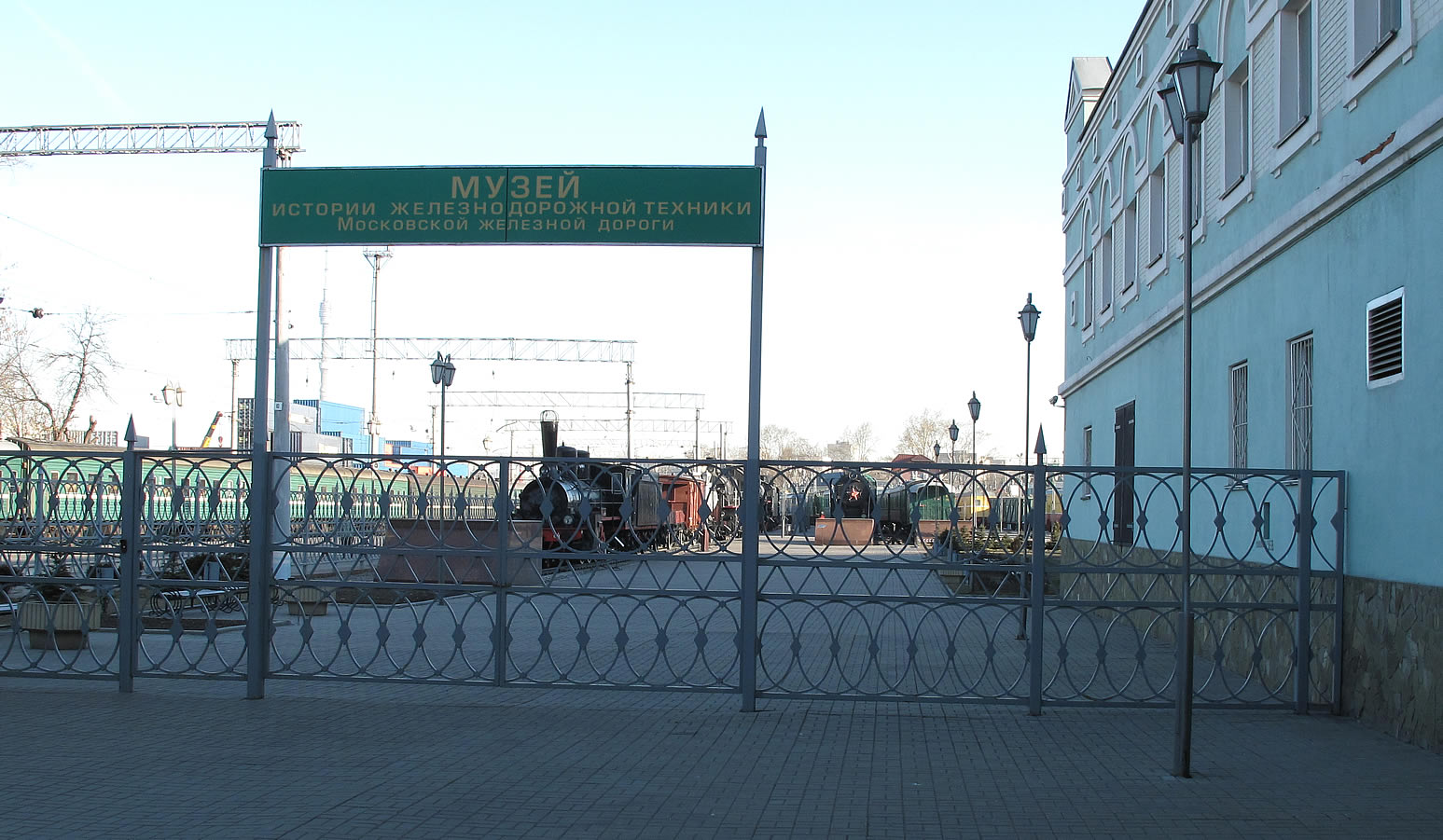
Первоначальный вид входа в музей до смены фирменного стиля РЖД в 2007—2010 гг.
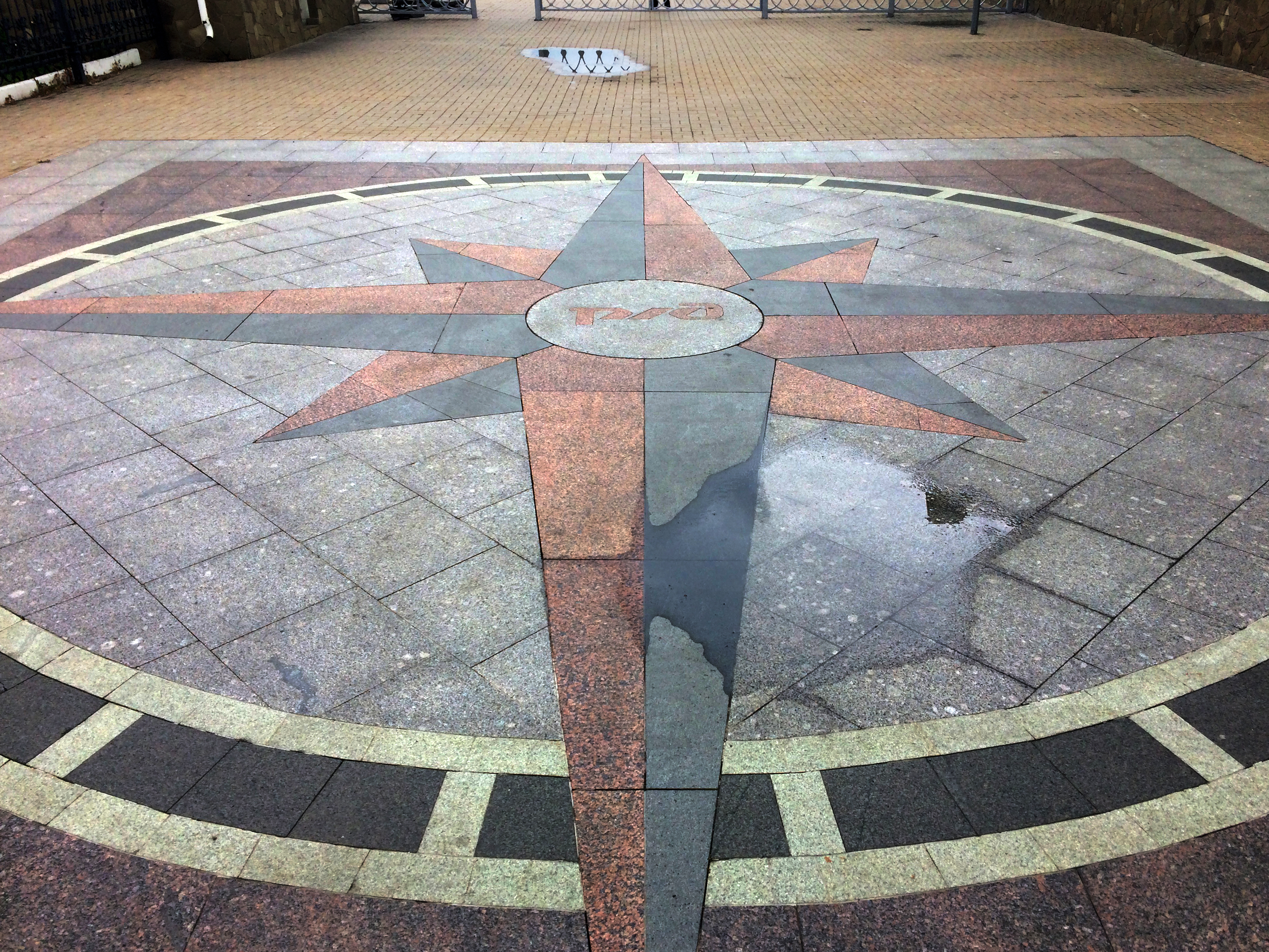
Инкрустированная мрамором картографическая роза ветров с логотипом РЖД в ее центре перед входом в музей
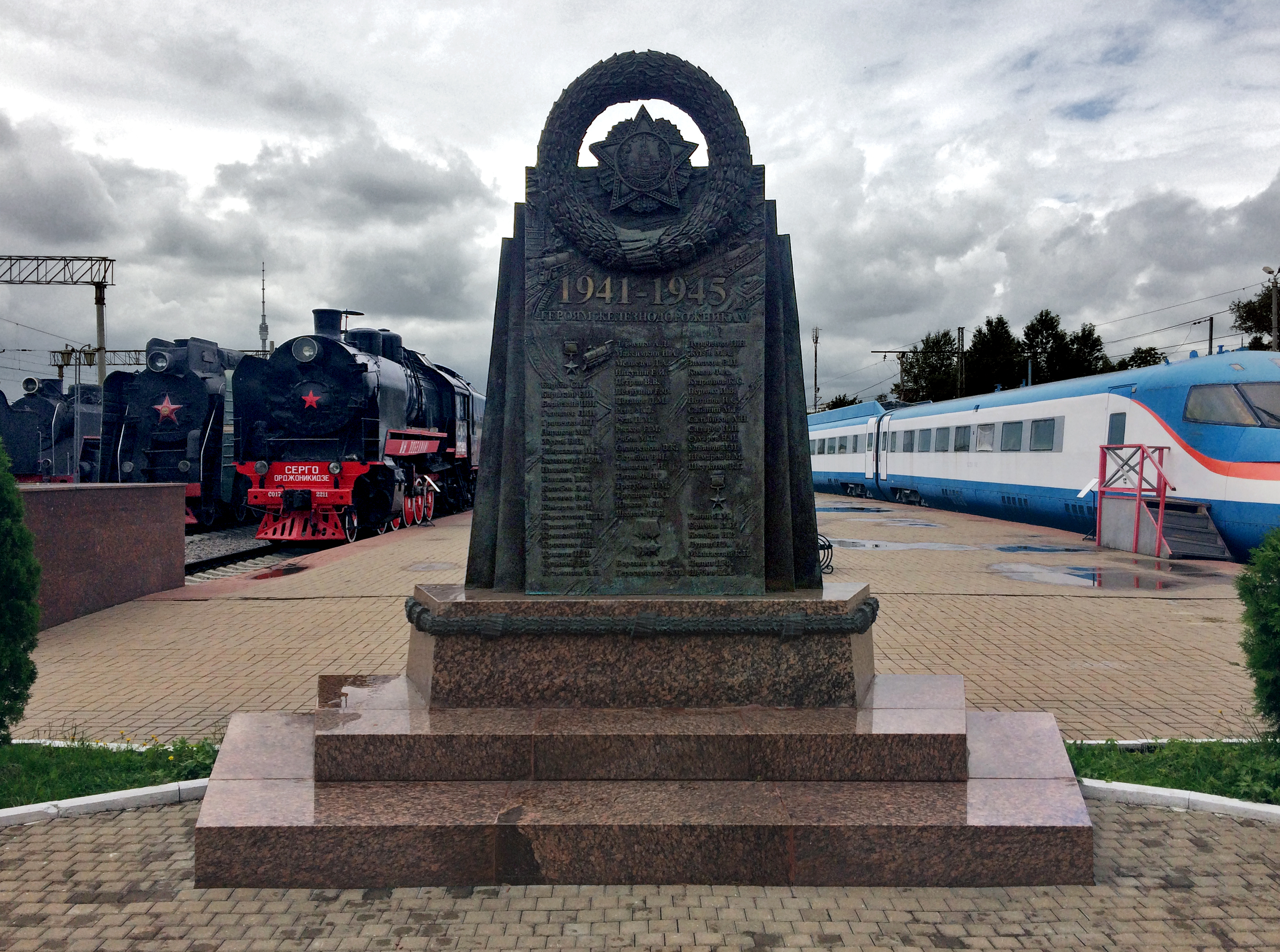
Памятник воинам-железнодорожникам на территории экспозиционной площадки музея
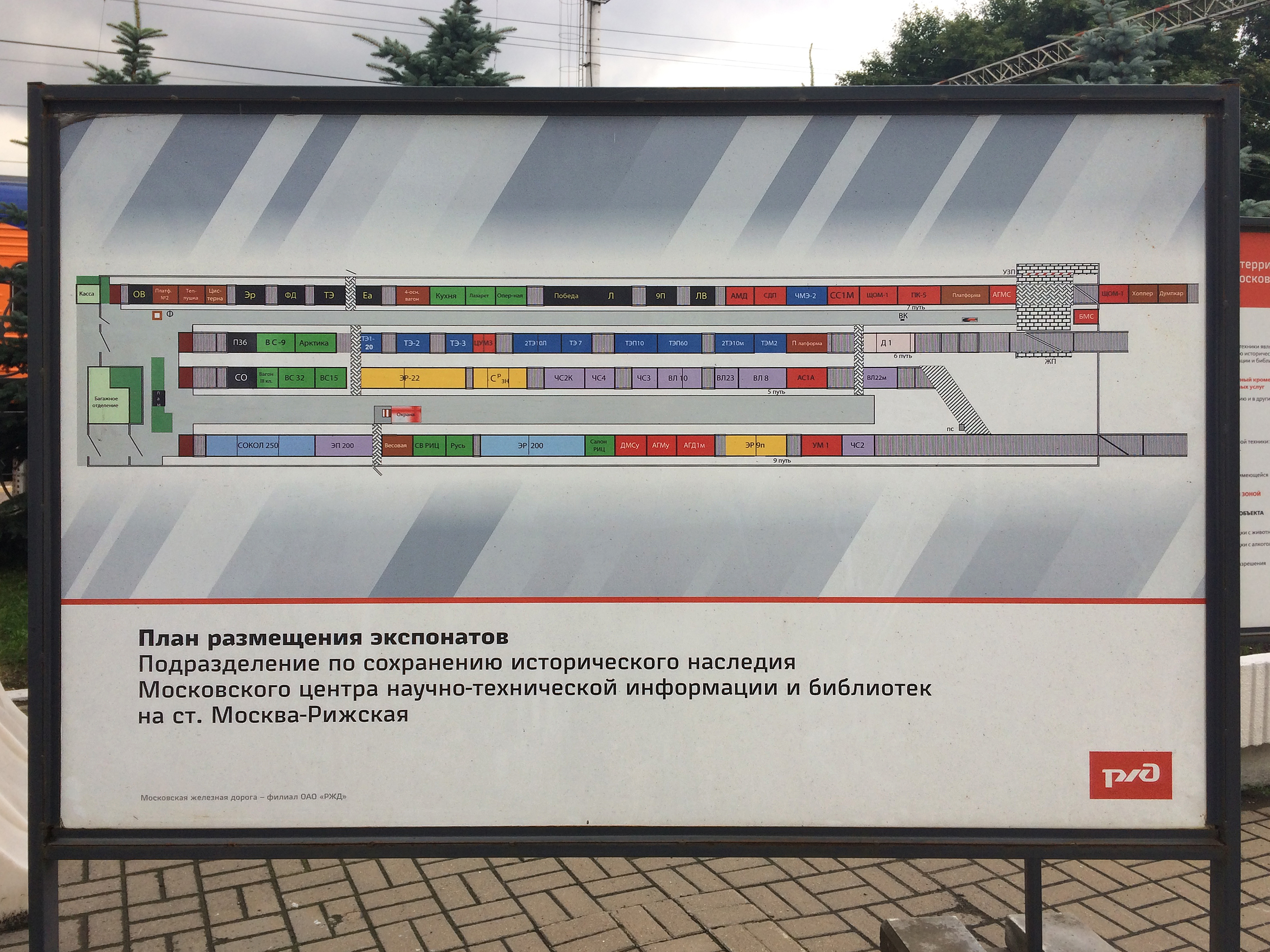
План размещения экспонатов на экспозиционной площадке натурной железнодорожной техники музея

### Список экспонатов[4][5]
По состоянию на 2009 год на площадке находятся 66 образцов железнодорожной техники: отечественные и трофейные паровозы, вагоны, щебнеочистительные машины и др. . Самому старому экспонату более 100 лет. Это паровоз ОВ-841, построенный в 1903 году. В ряду уникальных экспонатов — экспериментальный электровоз переменного тока ЭП200, построенный на Коломенском тепловозостроительном заводе, так же в 2012 году поступило три вагона (одна секция) электропоезда ЭС250-001 «Сокол».

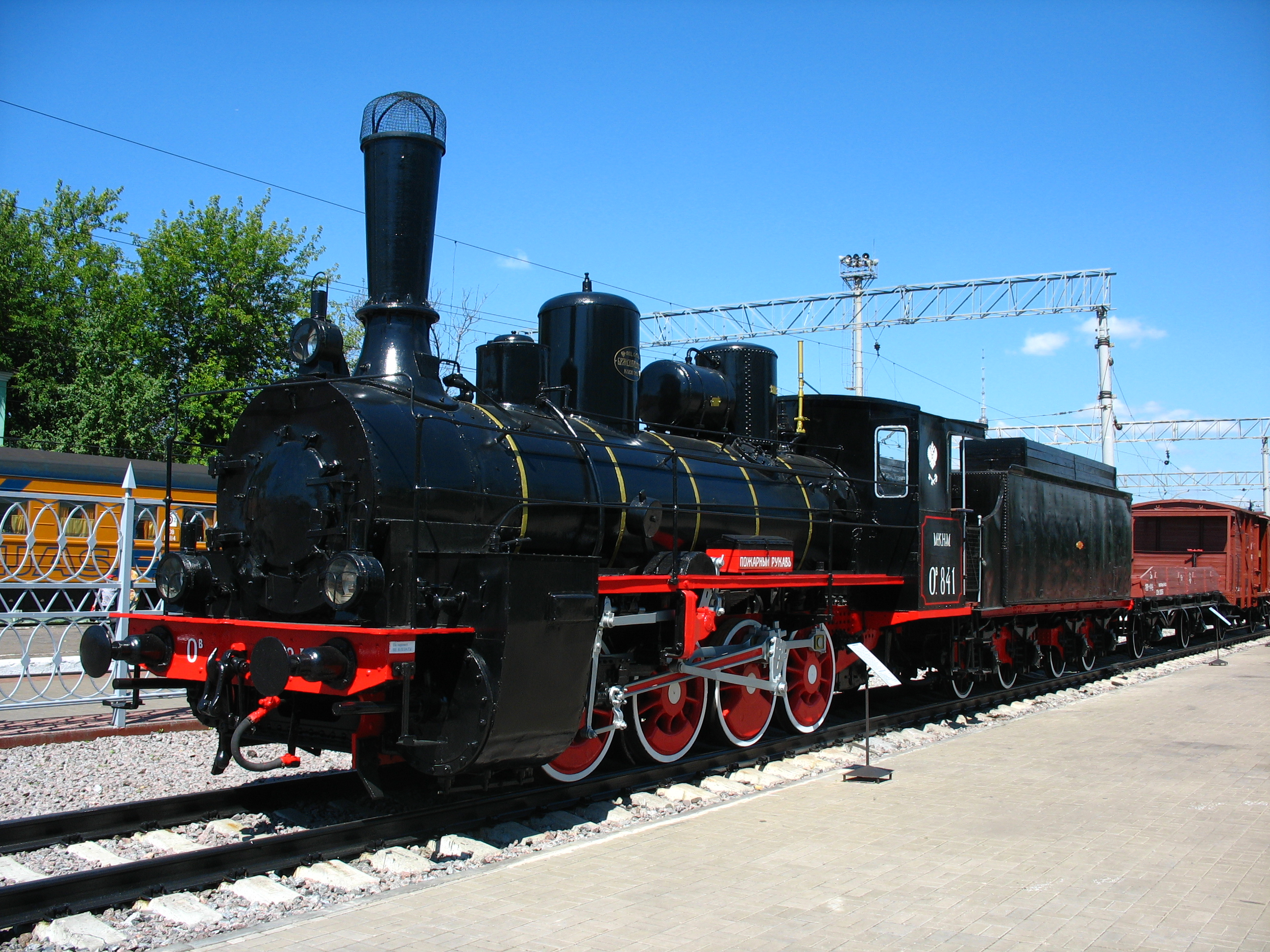
Паровоз серии О

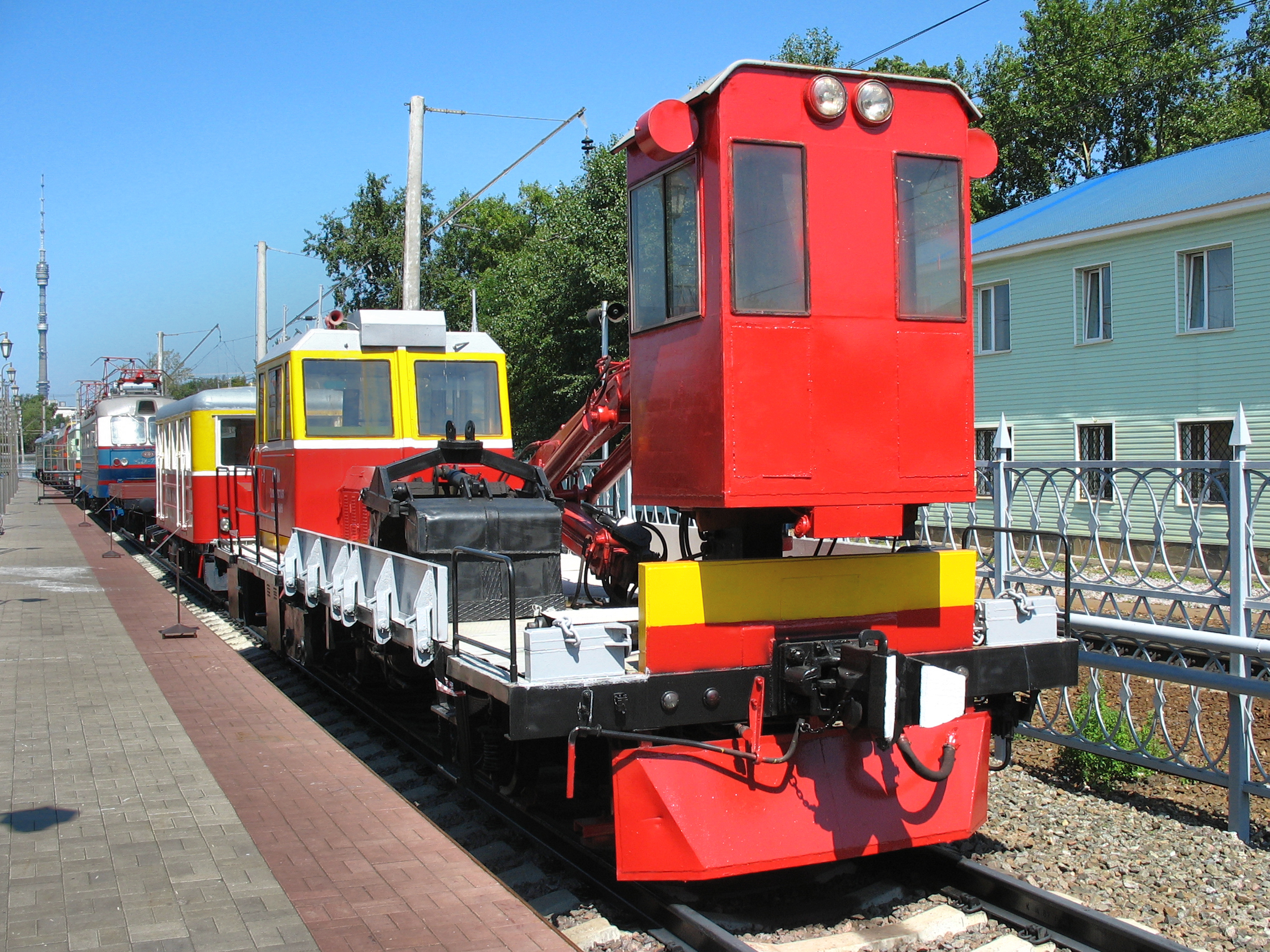
Автомотриса АГД-1М

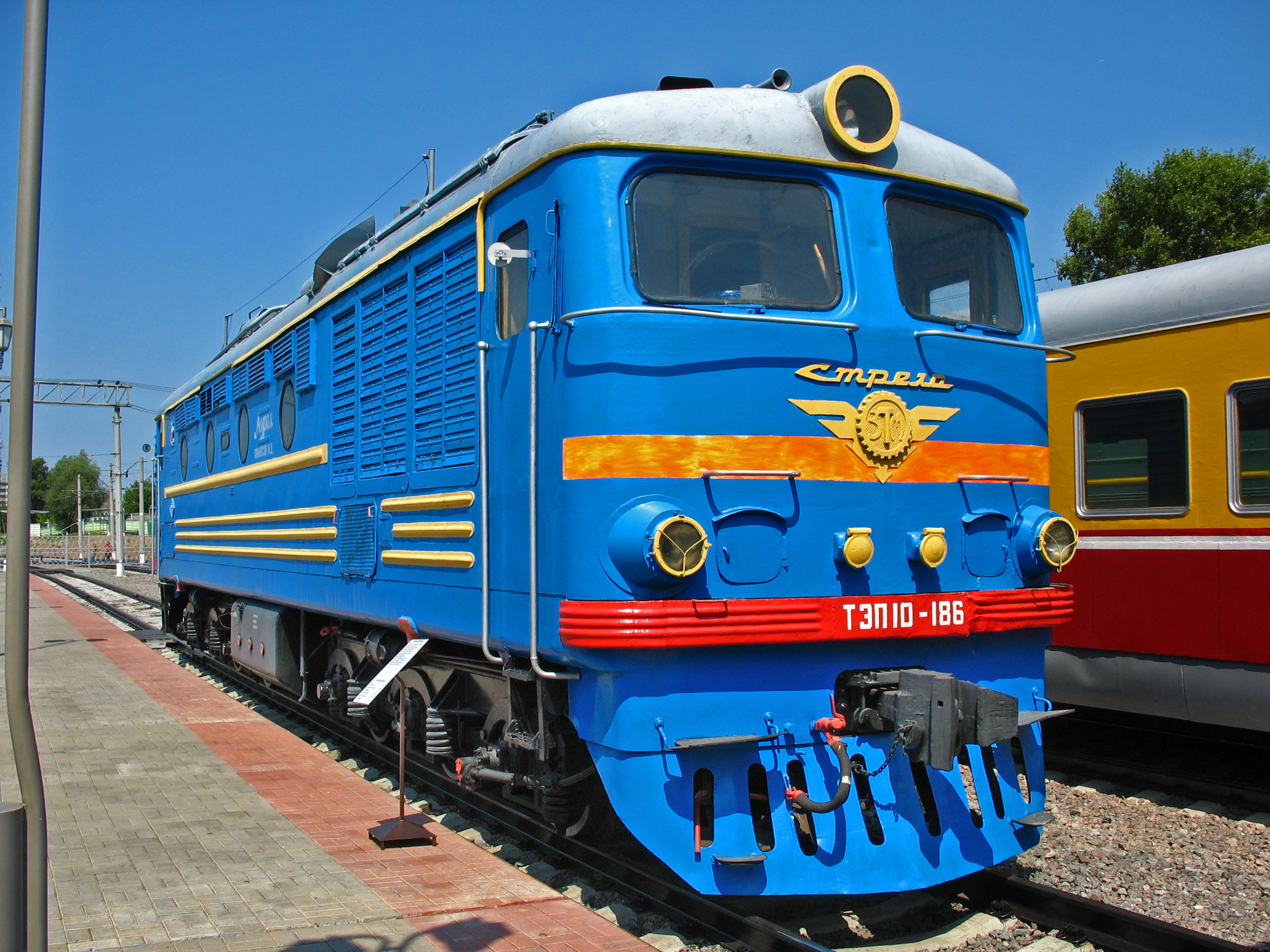
Тепловоз ТЭП10

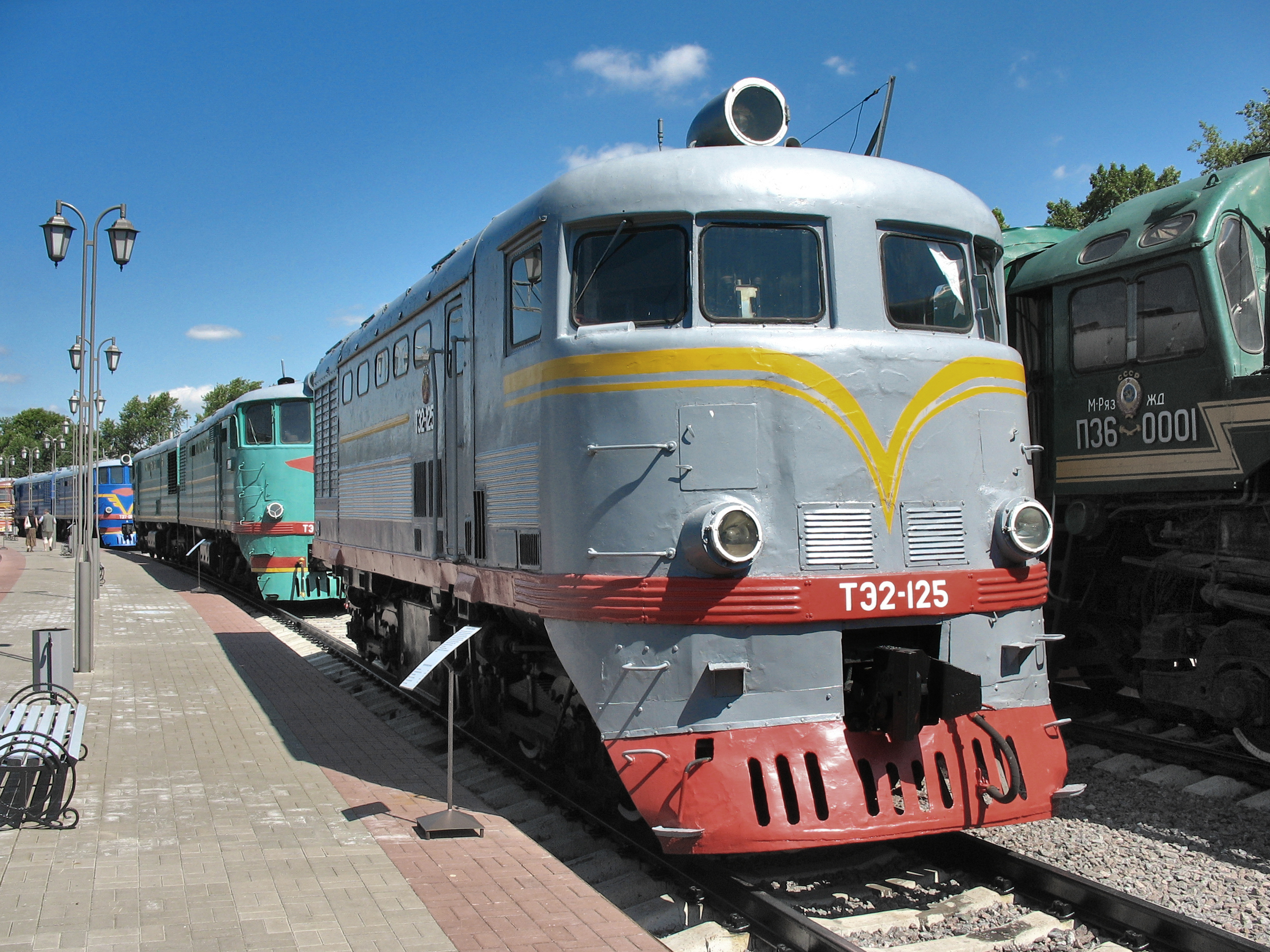
Тепловоз ТЭ2

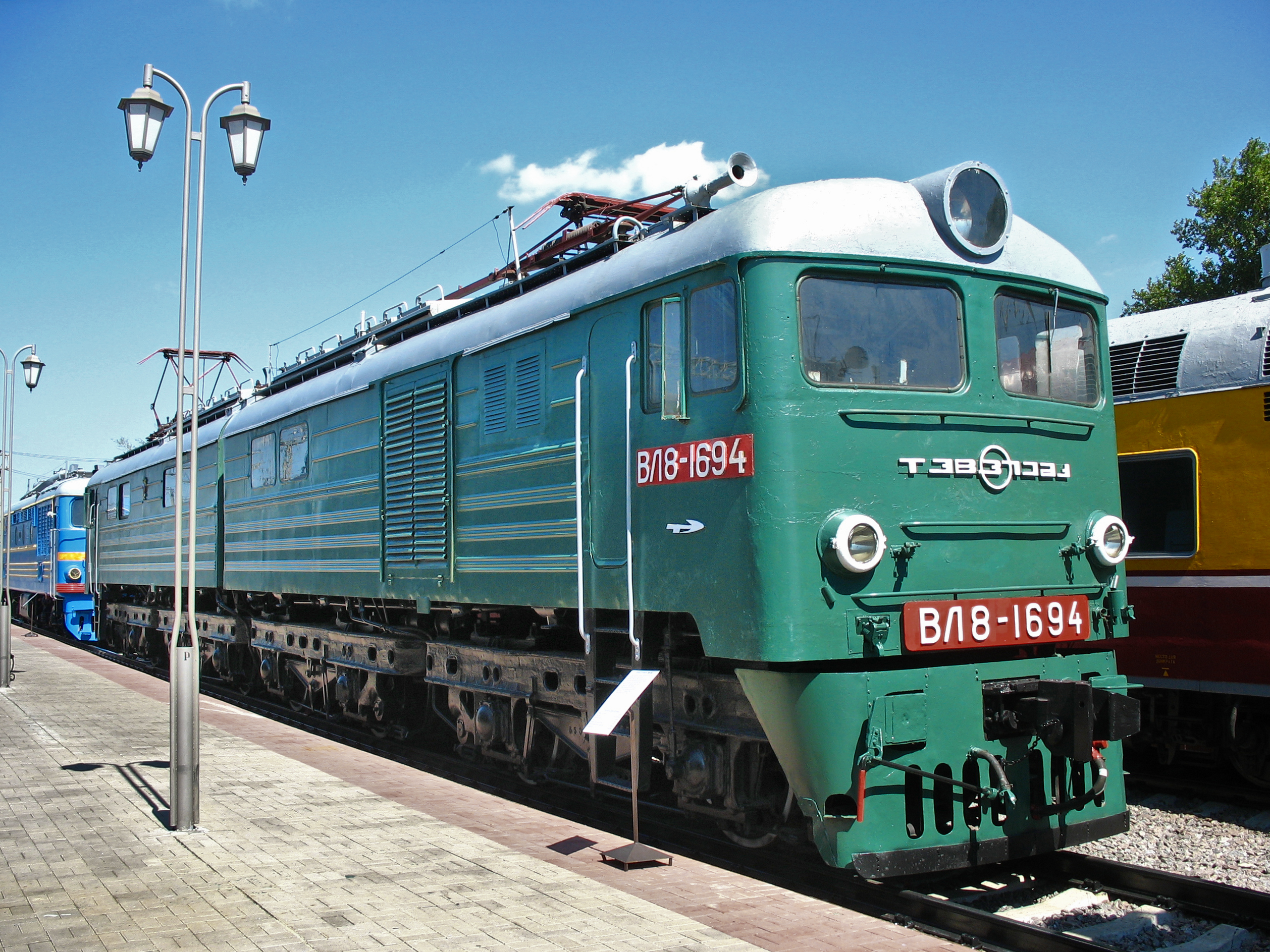
Электровоз ВЛ8

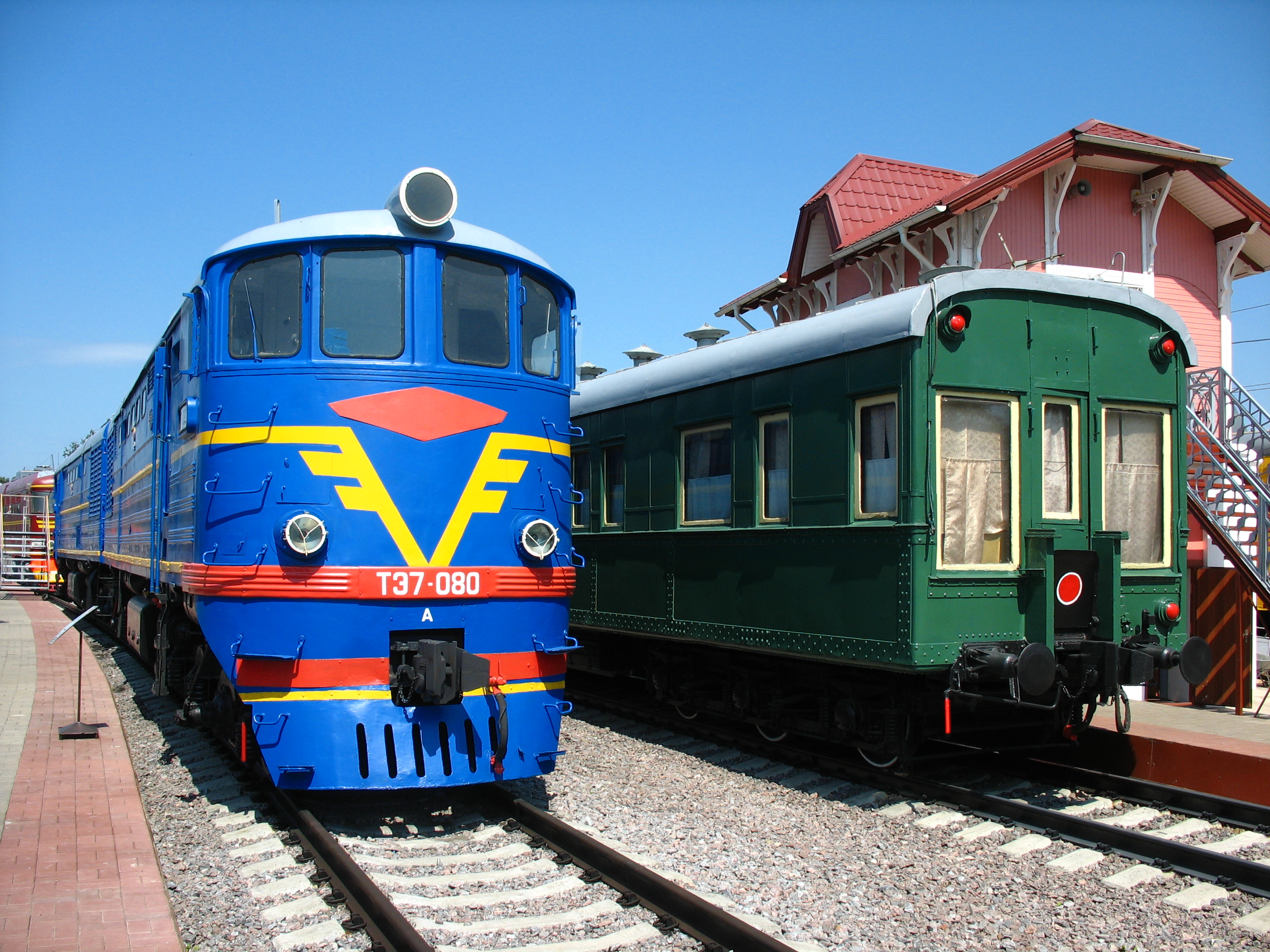
Тепловоз ТЭ7

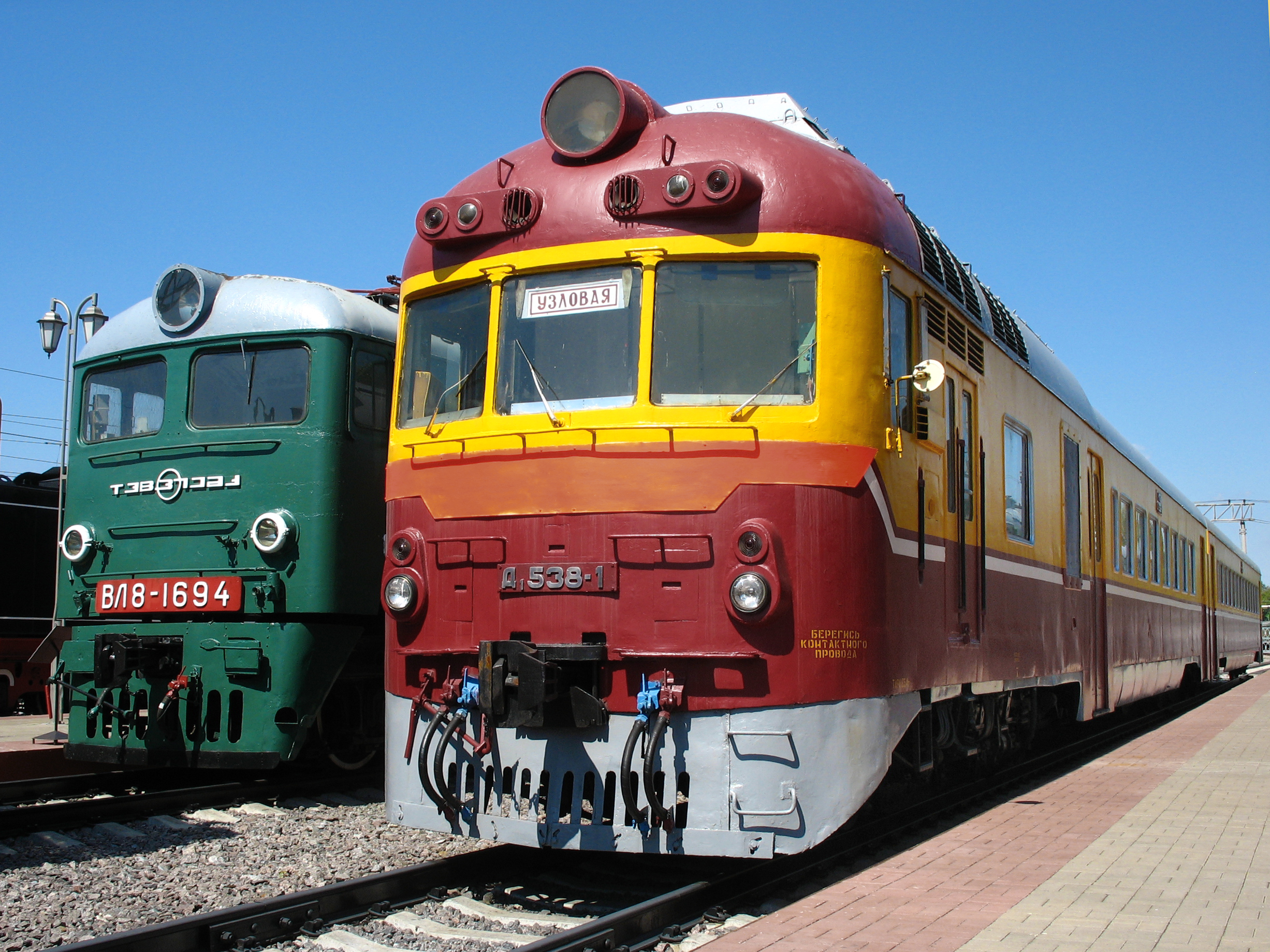
Дизельпоезд Д1

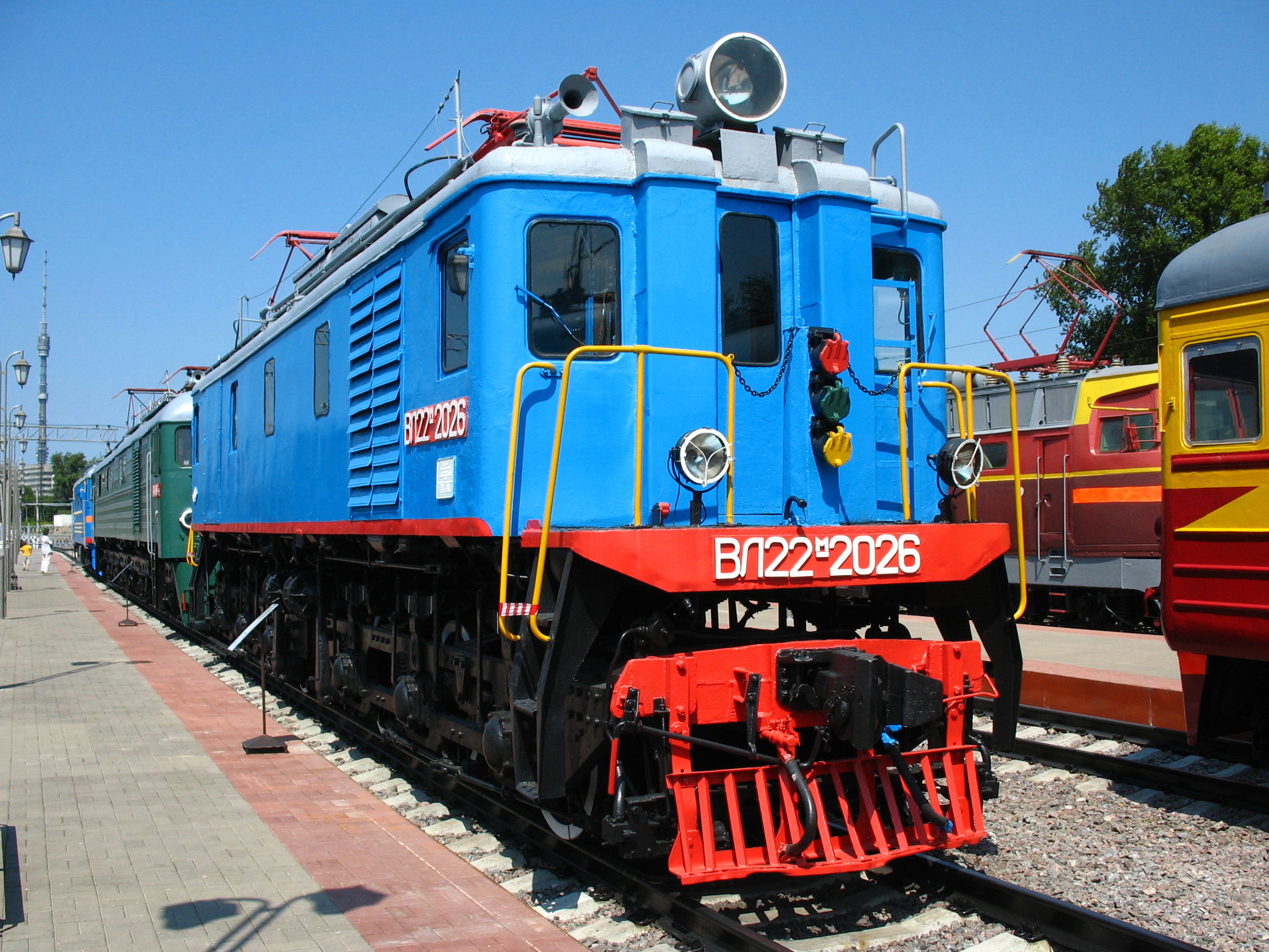
Электровоз ВЛ22м

#### Паровозы
1. Ов-841
2. 9П-17347
3. Эм740-57
4. Эр766-11
5. СО17-2211
6. ТЭ-5415
7. Еа-2450
8. П-0001 (Л-0001)
9. Л-2342
10. ЛВ-0441
11. П36-0001
12. Су214-10
13. ФД21-3125

#### Электровозы
1. ВЛ22м-2026
2. ВЛ23-131
3. ВЛ8-1694
4. ВЛ10-098 (настоящий номер 1628)
5. ЧС3-045
6. ЧС4-025
7. ЧС2-888
8. ЧС2К-712
9. ЭП200-0001
10. ЭПМ3Б-2099

#### Тепловозы
1. ТЭ1-20-195
2. ТЭ2-125
3. ТЭ3-5151
4. ТЭ7-080
5. 2ТЭ10Л-3621
6. 2ТЭ10М-501
7. ТЭП10-186
8. ТЭП60-1200
9. ТЭМ2-1592
10. ЧМЭ2-120 (настоящий номер 121)
11. ТГК2-1-9092

#### Электропоезда и дизель-поезда
1. ЭР200-01
2. ЭС250-01
3. ЭР9п-132
4. ЭР22-38
5. Ср3-1775
6. Д1-538

#### Служебный подвижной состав
1. АМД-3-001
2. Паровой кран МК-5 № 083
3. Снегоочиститель СДП
4. Струг-снегоочиститель СС1
5. Балластоочистительная машина БМС-295
6. Снегоочиститель ЦУМ3
7. АС1А-1412
8. АГМу-5256
9. АГД1м
10. ДМСу-1077
11. Уборочная машина УМ-1

#### Вагоны
1. Двухосная платформа с откидными бортами
2. Грузовой двухосный крытый вагон с тормозной площадкой — теплушка
3. Двухосная цистерна для перевозки бензина
4. Вагон операционный № 017-70866
5. Вагон-лазарет № 017-70841
6. Платформа двухосная с неоткидными бортами
7. Цельнометаллический вагон межобластной № 71476
8. Вагон-салон № 9
9. Четырехосный деревянный пассажирский вагон № 70833
10. Пассажирский вагон третьего класса
11. Вагон-салон № 15
12. Вагон-весовая мастерская
13. Специальный вагон международного класса СВ — РИЦ № 01702331
14. Салон-вагон международного класса СВ-РИЦ № 017 70296
15. Хоппер-дозатор
16. Думпкар[7]